# Gionata Mingozzi
Gionata Mingozzi (Ravenna, 29 december 1984 - Campagna Lupia, 15 juli 2008) was een Italiaanse voetballer die in zijn laatste seizoen uitkwam voor Treviso in de Serie B, maar onder contract stond bij Sampdoria. Hij was een middenvelder. 
Gionata Mingozzi begon zijn profcarrière bij Ravenna, waarmee hij promoveerde naar de Serie C2. Hier viel hij op door zijn goede spel en daarom ging hij in 2004 naar Perugia, dat toen uitkwam in de Serie B. Een jaar later werd hij aangetrokken door Sampdoria. Op 26 februari 2006 maakte hij zijn debuut in de Serie A in de wedstrijd tegen Siena. In de winter van 2006 werd hij verhuurd aan Lecce. Hier kwam hij echter niet uit de verf en daarom verkaste hij in 2007 naar Treviso. Hier speelde hij vier duels. 
Op de dag dat hij zijn medische keuring voor komend seizoen zou ondergaan reed hij rond een uur of acht 's morgens in Campagna Lupia. Tijdens het rijden knalde hij met zijn Porsche vol tegen een vrachtwagen. Dit kostte hem zijn leven.
| Seizoen   | Club      | Land   | Competitie | Wed. | goals |
| --------- | --------- | ------ | ---------- | ---- | ----- |
| 2001-2004 | Ravenna   | Italië | Serie C2   | 77   | 2     |
| 2004/2005 | Perugia   | Italië | Serie B    | 14   | 0     |
| 2005/2006 | Sampdoria | Italië | Serie A    | 2    | 0     |
| 2006/2007 | Lecce     | Italië | Serie B    | 8    | 0     |
| 2007/2008 | Treviso   | Italië | Serie B    | 17   | 0     |